# Сингх, Манмохан
Манмоха́н Сингх (в.-пандж.  ਮਨਮੋਹਨ ਸਿੰਘ, хинди  मनमोहन सिंह; 26 сентября 1932, Гах, Пенджаб, ныне Пакистан — 26 декабря 2024, Нью-Дели) — индийский государственный и политический деятель, 14-й премьер-министр Индии от партии Индийский национальный конгресс (ИНК) с 22 мая 2004 по 26 мая 2014 года. Сикх по вероисповеданию, он стал первым неиндуистом на посту премьер-министра Индии.
В 1982—1985 годах был управляющим Резервным банком Индии, в 1991—1996 годах являлся министром финансов Индии. В 2005—2006 годах одновременно с постом премьер-министра занимал пост министра иностранных дел Индии, а в течение декабря 2008 года и января 2009 года вновь был министром финансов, не покидая премьерского поста (интересно, что и на посту министра иностранных дел в 2006 году, и на посту министра финансов в 2009 году Сингха сменял Пранаб Мукерджи).
Лауреат нескольких премий в области экономики, доктор наук, автор научных трудов по экономике. В 1993 году журнал Euromoney признал лучшим министром финансов года, а журнал Asiamoney признавал его таковым дважды (1993 и 1994).

## Биография
Манмохан Сингх (Manmohan Singh) родился 26 сентября (по другим источникам — 4 февраля) 1932 года в пенджабской деревне Гах, ныне находящейся на территории Пакистана, в сикхской семье торговца Гурмуха Сингха (Gurmukh Singh) и Гуршаран Каур (Gursharan Kaur). Семья Сингха была очень бедной, со временем она переехала в пуштунский Пешавар, где отец Манмохана устроился на работу в компанию, занимавшуюся торговлей фруктами.
В марте 1947 года Сингх сдал экзамены в Пенджабский университет в Чандигархе. Началу его учёбы в университете, однако, помешал раздел Британской Индии на Индию и Пакистан, сопровождавшийся столкновениями мусульман, сикхов и индуистов. Семья Сингхов оказалась в пенджабском городе Амритсар с индийской стороны, во время эвакуации в Индию пропал отец Сингха — и семья вновь воссоединилась только в январе 1948 года. В 1948 году Сингх вновь сдал экзамены в Пенджабский университет, в нём же позже он получил стипендию на обучение экономике в Кембриджском университете. Окончив Кембриджский университет в 1957 году, Сингх в соответствии с условиями стипендии три года преподавал в Пенджабском университете. В 1960 году Сингх вернулся в Великобританию, где стал сотрудником Наффилдского колледжа (Nuffield College) в Оксфордском университете. В 1962 году там же защитил диссертацию по индийской экономике. В 1964 году в Оксфорде вышла монография Сингха «Тенденции развития индийского экспорта и перспективы относительно самостоятельного пути развития» (India’s Export Trends and Prospects for Self-Sustained Growth).
В 1966—1969 годах Сингх на протяжении трёх лет работал в ЮНКТАД (Конференции ООН по торговле и развитию) в Нью-Йорке, а затем в 1969 году вернулся в Индию, где два года преподавал в престижной Делийской школе экономики Делийского университета.
После выборов 1971 года, на которых победу одержала партия Индийский национальный конгресс (ИНК) под руководством премьер-министра Индиры Ганди, глава её секретариата П. Н. Хаксар (P.N. Haksar) попросил Сингха написать работу «Что делать с победой» (What to do with the victory). После этого Сингх год проработал экономическим советником в министерстве внешней торговли, а затем из-за несогласия с начальством перешёл в министерство финансов на должность главного экономического советника, где оставался до 1976 года. Известно, что в этот период он пытался отстоять максимально возможную экономическую независимость, в том числе от Международного валютного фонда. В 1976—1980 годах Сингх занимал должности директора Резервного банка Индии и Банка промышленного развития Индии и одновременно был первым заместителем министра финансов Индии. Затем в 1980—1982 годах Сингх входил в Индийскую комиссию совместного комитета индийско-японских исследований.

### Во главе центрального банка
В 1982 году Сингх возглавил Резервный банк Индии и оставался на этой должности до 1985 года. Одновременно он входил в состав правления Международного валютного фонда и руководил его индийским отделением. В 1985 году он был председателем Индийской экономической ассоциации. В 1985—1987 годах Сингх занимал должность заместителя председателя комиссии по планированию, при этом его называли одним из основных экономических советников премьер-министра Раджива Ганди. В 1987—1990 годах Сингх находился на посту генерального секретаря и специального уполномоченного Южной комиссии, независимой международной организации, исследовавшей экономику развивающихся стран и располагавшейся в Женеве. В 1987 году он также упоминался в прессе как президент палаты по коммерции и промышленности Пенджаба-Харьяны-Дели (Punjab-Haryana-Delhi Chamber of Commerce and Industry). В 1990—1991 годах Сингх был советником премьер-министра Индии по экономическим вопросам, а в 1991 году проработал три месяца председателем комитета по университетским грантам.
Экономические взгляды Сингха в 1980-е годы описываются неоднозначно. Вскоре после вступления в должность главы индийского центрального банка Сингх заявил о либерализации кредитной политики банка. В то же время он поддерживал займы у международных фондов, позже отмечалось, что в середине 1980-х годов он являлся одним из наиболее влиятельных сторонников внешних инвестиций в экономику Индии. Однако уже в 1987 году Сингх подчёркивал, что внешние займы могут нанести вред Индии из-за особенностей её экономической культуры.

### Министр финансов
В июне 1991 года, в разгар экономического кризиса в Индии, премьер-министр Нарасимха Рао пригласил Сингха в своё правительство в качестве министра финансов. Сингх оказался единственным министром, в момент назначения не являвшимся членом ИНК. То, что Сингх вошёл в правительство, связывалось, в частности, с проводившимися Индией переговорами о новых займах у Международного валютного фонда, а сам он в качестве первейшей задачи называл обуздание инфляции и ослабление контроля над экономикой. Сингх провёл либерализацию индийской экономики: начал борьбу против бюрократизма и сократил налоги. При этом он выступал за «смешанную модель» экономики, в рамках которой инфраструктура и сельское хозяйство остаются под контролем компаний, принадлежащих государству. Во время нахождения Сингха на посту министра финансов рост индийской экономики составлял 7 процентов в год, а инфляция за этот период сократилась с семнадцати процентов до пяти. Сингха называли архитектором индийских экономических реформ, получивших название «манмоханомика» (Manmohanomics). Он покинул министерский пост в 1996 году, когда ИНК проиграл парламентские выборы националистической партии Бхаратия джаната парти, и правительство Нарасимхи Рао ушло в отставку.
Ещё в октябре 1991 года, уже будучи министром финансов, Сингх вошёл от ИНК в Совет штатов (Раджья сабха) — верхнюю палату индийского парламента, а в дальнейшем неоднократно переизбирался и участвовал в работе ряда парламентских комитетов. С 1998 по 2004 год Сингх был лидером оппозиции в Совете штатов. В 1999 году Сингх баллотировался в нижнюю палату парламента от Южного Дели, но проиграл выборы. При этом он практически не делал политических заявлений, сосредоточившись на критике экономической деятельности правительства. В это время он воспринимался как наименее запятнанный политик в Индии.

### Премьер-министр
На парламентских выборах в мае 2004 года победу одержал возглавляемый ИНК Объединённый прогрессивный альянс, но лидер партии Соня Ганди неожиданно отказалась занять пост премьер-министра. Вместо неё возглавить правительство предложили Сингху. Он стал первым сикхом, занявшим столь высокий пост, и первым неиндуистским премьер-министром в истории Индии.
Уже в первые годы работы правительства Сингха значительное внимание уделялось вопросам сельскохозяйственного развития и сокращения безработицы; в связи с этим была разработана специальная программа занятости. Важным достижением правительства Сингха считалось заключённое в 2005 году с США соглашение о том, что США будет обеспечивать Индию ядерными технологиями и топливом (выполнение этого решения, впрочем, блокировалось парламентской фракцией коммунистов до 2008 года).
В области внешней политики Сингх приложил особые усилия к нормализации и развитию отношений Индии с соседними странами. В 2005 году он стал первым за 29 лет индийским лидером, посетившим Афганистан. В апреле 2005 года состоялся исторический визит в Индию Первеза Мушаррафа, президента Пакистана, страны, с которой у Индии традиционно сложные отношения. Сингх также неоднократно проводил переговоры с руководством Китая, имеющего с Индией неурегулированные территориальные споры, в декабре 2007 года индийская и китайская армии даже провели совместные военные учения. Однако введение в силу ядерного соглашения между Индией и США вновь вызвало недовольство Левого фронта — коалиции коммунистических партий, оказывавших внешнюю поддержку правительству в парламенте, — и кабинет Сингха оказался на грани падения.
1 октября 2008 года руководство ИНК объявило о том, что в случае победы партии на выборах 2009 года Сингх сохранит свой пост.
Подал в отставку 17 мая 2014 года после поражение партии ИНК на прошедших парламентских выборах. Президент принял его отставку и попросил исполнять обязанности до вступления в должность нового премьер-министра.

### Семья
У Сингха есть жена Шримати Гуршаран Каур (Shrimati Gursharan Kaur) и три дочери.

## Смерть
26 декабря 2024 года Сингх был госпитализирован в отделение неотложной помощи Всеиндийского института медицинских наук в Нью-Дели по поводу проблем, связанных с сердечными заболеваниями и преклонным возрастом. Ранее он потерял сознание в своём доме в Нью-Дели. Сингх умер через несколько часов после госпитализации в возрасте 92 лет.